# Hrabstwo Blackford

Piramida wieku hrabstwa

Hrabstwo Blackford (ang. Blackford County) – hrabstwo w stanie Indiana w Stanach Zjednoczonych.

## Geografia
Według spisu z 2010 roku obszar całkowity hrabstwa obejmuje powierzchnię 165,58 mili2 (428,85 km²), z czego 165,08 mili2 (427,56 km²) stanowią lądy, a 0,50 mili2 (1,29 km²) stanowią wody. Według szacunków United States Census Bureau w roku 2012 miało 12 502 mieszkańców. Jego siedzibą administracyjną jest Hartford City.

### Miasta
- Hartford City
- Montpelier
- Shamrock Lakes